# Danilo Montecino Neco
Danilo Montecino Neco (* 27. Januar 1986 in Mirandópolis) ist ein brasilianischer Fußballspieler.

## Karriere
Danilo Montecino Neco begann seine Karriere in seinem Heimatland bei AA Ponte Preta und schoss 81 Tore in 156 Spielen. 2010 wurde der Stürmer an Jeju United ausgeliehen. Von 2011 bis 2013 war er in Russland für Alanija Wladikawkas aktiv. 2014 wurde Brasilianer vom kasachischen Verein FK Aqtöbe verpflichtet.